# Argynne aphrodite
Speyeria aphrodite
Espèce
L'Argynne aphrodite (Speyeria aphrodite) est une espèce de lépidoptères de la famille des Nymphalidae, de la sous-famille des Heliconiinae et du genre Speyeria.

## Dénomination
Speyeria aphrodite a été nommé par Fabricius en 1787.
Synonymes : Papilio aphrodite Fabricius, 1787; Argynnis aphrodite ; Dyar, 1903.

### Noms vernaculaires
L'Argynne aphrodite se nomme Aphrodite Fritillary en anglais.

### Sous-espèces
- Speyeria aphrodite alcestis (Edwards, 1876)
- Speyeria aphrodite byblis (Barnes & Benjamin, 1926)
- Speyeria aphrodite columbia (H. Edwards, 1877)
- Speyeria aphrodite ethene (Hemming, 1933)
- Speyeria aphrodite manitoba (F. & R. Chermock, 1940)
- Speyeria aphrodite whitehousei (Gunder, 1932)
- Speyeria aphrodite winni (Gunder, 1932)[1].

## Description
C'est un grand papillon de taille moyenne de couleur orange brillant ornementé de marron. Son envergure varie de 63 à 83 mm. Sur le dessus, aux ailes antérieures comme aux ailes postérieures la bordure est orange et entrecoupée doublée d'une ligne de chevrons marron. Le reste de l'ornementatio marron, variable, reste discret et l'orange brillant est largement prépondérant.
Le revers des antérieures est semblable, celui des postérieures est orné de taches nacrées, et d'une ligne submarginale de chevrons blanc nacré,.

### Chenille
La chenille, de couleur marron foncé et orange sur les flancs est ornée de bandes noires.

## Biologie

### Période de vol et hivernation
L'Argynne aphrodite vole en une génération en juillet et août.
Il hiverne au stade de jeune chenille au pied de sa plante hôte, cachée par la rosette de feuilles.

### Plantes hôtes
Les plantes hôtes sont des violettes, Viola lanceolata, Viola fimbriatula, Viola nattallii, Viola primulifolia.

## Écologie et distribution
Il est présent en Amérique du Nord tout le Canada  depuis le sud de la taïga et tout le nord-est et le centre des USA jusqu'au Nouveau-Mexique et la Caroline du Sud au sud,.

### Biotope
Il réside dans les prairies et les champs.

### Protection
Pas de statut de protection particulier.